# Stéphane Bohli
Stéphane Bohli, né le 25 juillet 1983 à Genève, est un joueur de tennis suisse, professionnel entre 2002 et 2013.

## Carrière
Espoir du tennis suisse, il a été vainqueur de l'Orange Bowl chez les moins de 14 ans en 1997, puis champion d'Europe des moins de 16 ans. Chez les juniors, il a atteint la 11e place en simple et la 8e en double. Il s'est distingué en disputant la finale du tournoi de Roehampton et des championnats d'Europe contre Robin Söderling (qu'il remporte en double avec Roman Valent), ainsi qu'en s'imposant aux championnats du Canada en simple et à l'US Open en double avec Tomáš Berdych.
Il a été sélectionné à sept reprises en équipe de Suisse de Coupe Davis. La première fois en 2007, en tant que deuxième joueur de simple, il perd ses deux matchs lors du premier tour contre où il joue les espagnols David Ferrer et Fernando Verdasco. En 2008, il contribue à la remontée de son équipe dans le groupe mondial en remportant tout ses matchs. Il connait trois autres sélections en 2009 et lors de la campagne 2011 mais il ne dispute aucune rencontre.
Principalement habitué à évoluer sur le circuit secondaire, il détient 14 titres dans les tournois Futures (autant en simple qu'en double) et trois tournois Challenger (Lanzarote en 2008, Recanati en 2009 et 2010). Sur le circuit ATP, il a atteint le deuxième tour des tournois de Gstaad (où il est finaliste en double) et de Bâle en 2008. Entre 2008 et août 2009, il est le 3e joueur suisse derrière Roger Federer et Stanislas Wawrinka, puis le 4e jusqu'en 2011.
Il devient par la suite coach assistant pour Swiss Tennis au centre national à Bienne.

## Palmarès

### Titre en double messieurs
Aucun

### Finale en double messieurs
| No | Date       | Nom et lieu du tournoi     | Catégorie   | Dotation  | Surface      | Vainqueurs                      | Partenaire         | Score            |          |
| -- | ---------- | -------------------------- | ----------- | --------- | ------------ | ------------------------------- | ------------------ | ---------------- | -------- |
| 1  | 07-07-2008 | Allianz Suisse Open Gstaad | Int' Series | 368 000 € | Terre (ext.) | Filip Polášek Jaroslav Levinský | Stanislas Wawrinka | 3-6, 6-2, [11-9] | Parcours |

## Parcours dans les tournois duGrand Chelem

### En simple
| Année | Open d'Australie | Open d'Australie | Internationaux de France | Internationaux de France | Wimbledon | Wimbledon | US Open         | US Open  |
| ----- | ---------------- | ---------------- | ------------------------ | ------------------------ | --------- | --------- | --------------- | -------- |
| 2008  | —                | —                | —                        | —                        | —         | —         | 1er tour (1/64) | J. Vaněk |

N.B. : à droite du résultat se trouve le nom de l'ultime adversaire.

## Parcours dans lesMasters 1000
| Année | Indian Wells | Miami | Monte-Carlo | Madrid | Rome | Canada | Cincinnati | Shanghai            | Paris |
| ----- | ------------ | ----- | ----------- | ------ | ---- | ------ | ---------- | ------------------- | ----- |
| 2011  | —            | —     | —           | —      | —    | —      | —          | 1er tour T. Robredo | —     |

N.B. : sous le résultat se trouve le nom de l’ultime adversaire.